# Andrew Carnegie
Andrew Carnegie (Dunfermline, Escòcia, 25 de novembre de 1835 - Lennox, Massachusetts, 11 d'agost de 1919) fou un empresari i filantrop estatunidenc d'origen escocès. Va ser un dels principals actors de l'auge de la indústria siderúrgica als Estats Units a finals del segle xix. Es declarà ateu.

## Biografia
Andrew Carnegie és el primer fill de la unió de Margaret i William Carnegie. El seu pare va participar en el cartisme, un moviment social que tenia com a objectiu millorar les condicions de vida dels treballadors a la Gran Bretanya. A mesura que el negoci del seu pare va disminuir, la seva família va emigrar als Estats Units el 1848 i, quan tenia tretze anys, Andrew Carnegie es va traslladar a Allegheny Pennsilvània La seva família va emigrar als Estats Units el 1848, va tenir una educació autodidacta, al mateix temps que es guanyava la vida en oficis durs i anava estalviant per adquirir participacions en petits negocis de la seva ciutat, Pittsburgh. Entre el 1865 i el 1870 va fer una primera fortuna negociant amb bons de companyies ferroviàries i amb productes siderúrgics. Després d'iniciar-se en la indústria tèxtil com a simple treballador, va decidir educar-se anant a llegir llibres a les biblioteques properes a casa seva.
Posteriorment, va crear una de les siderúrgiques americanes més importants a Pittsburgh, entre la Guerra Civil i principis del segle xx.
L'èxit de la seva empresa, Carnegie Steel Company, està lligada essencialment a la seva capacitat per produir grans quantitats i a preus baixos de vies de ferrocarril, la demanda de les quals era alta en aquell moment. Va fundar la Keystone Bridge Company el 1865, que és l'origen del pont d'Eads. També va participar en la fabricació d'equips ferroviaris amb la Pittsburgh Locomotive and Car Works. L'any 1901, per la suma de 480 milions de dòlars, va vendre les seves propietats industrials a un grup de financers dirigit per J.P. Morgan, que era a l'època un rècord de vendes comercials. Té el malnom de "l'home més ric del món" i esdevé l'encarnació perfecta del somni americà. Després es va concentrar en la fabricació d'acer, invertint a pesar de la «gran depressió» de 1873, fins a dominar-ne el sector cap a 1880. Carnegie representa, doncs, el prototip de l'home fet a si mateix, ideal humà típicament estatunidenc que només era possible en aquell context històric. Les empreses de Carnegie van seguir creixent sota el guiatge del seu soci H. C. Frick, que li va fer comprendre la necessitat de la integració vertical: a més de la major part de la siderúrgia de Pennsilvània, va adquirir mines de ferro, navilieres i ferrocarrils, adaptant-se així a les noves tendències monopolistes que es van imposar en l'economia de finals del segle xix.
El 1889 va concloure un acord amb la Federació Americana del Treball, en el qual es comprometia a no reduir els salaris més durant un període de tres anys. El 1892, Henry Clay Frick, que dirigia el negoci durant les vacances de Carnegie a Itàlia, va decidir retallar 18 % de salaris dels treballadors. La vaga posterior va ser durament reprimida (16 morts) per milicians reclutats per l'empresa i es van reprendre els treballs. Quan Carnegie es va assabentar de la victòria de Frick, li va enviar un telegrama: «Felicitats, la vida val la pena viure de nou, Itàlia és bonica».

## Filantropia

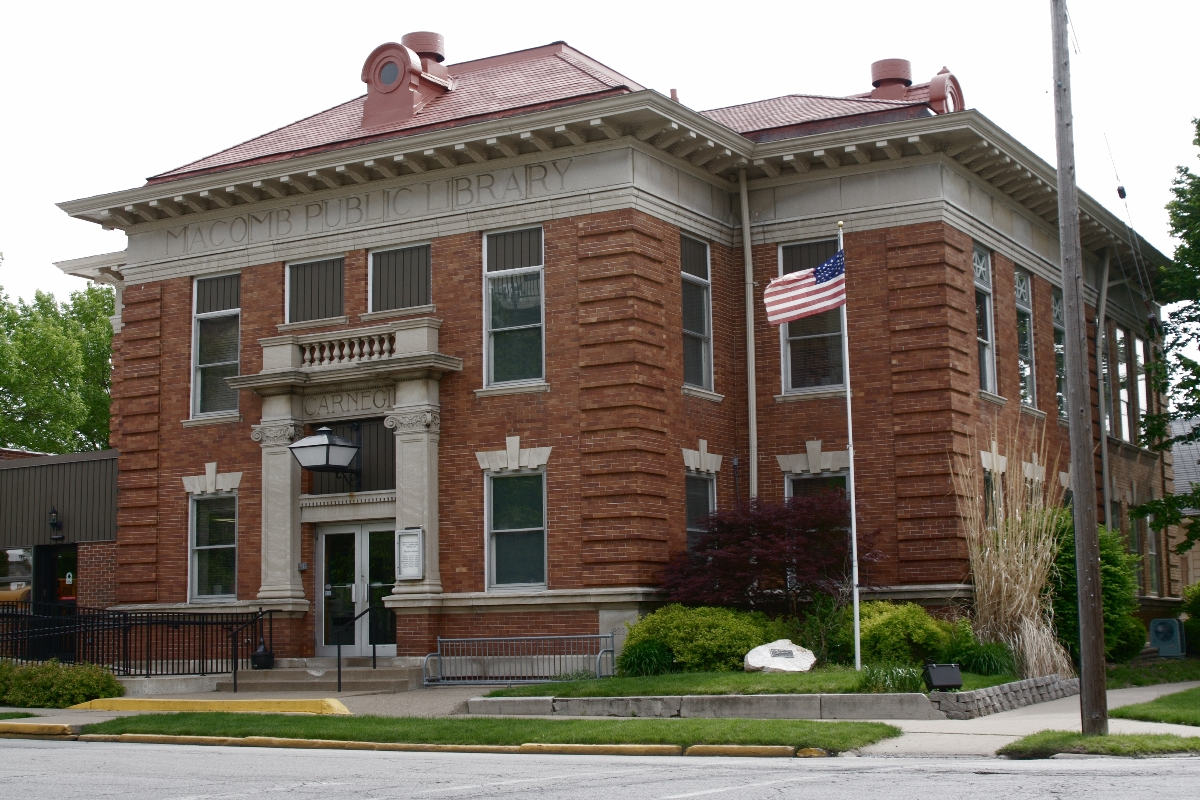
Biblioteca Carnegie a Macomb, Illinois.

Andrew Carnegie és recordat millor com a benefactor i filantrop. Fins a la seva mort el 1919, va deixar més de 350 milions de dòlars a diverses fundacions, i els darrers 30 milions de la seva fortuna que quedaven a la seva mort van ser llegats a diverses organitzacions benèfiques.
Va crear als Estats Units unes 2.500 biblioteques públiques gratuïtes que porten el seu nom, les Biblioteques Carnegie. També va finançar 65 biblioteques a la ciutat de Nova York i va ajudar a institucions culturals (museus, Carnegie Hall), esglésies i parcs públics.
Va construir el famós Carnegie Hall de Nova York, inaugurat el 1891.
També el 1891, es va establir l'Institut Tecnològic de Califòrnia amb fons posats a disposició per Andrew Carnegie de l'astrònom George Ellery Hale.
El 1896 va establir el Museu Carnegie d'Art a Pittsburgh, Pennsilvània.
El 1900 va construir les Escoles Tècniques Carnegie, rebatejades com a Institut de Tecnologia Carnegie el 1912, i des de 1967 la Universitat Carnegie Mellon. Amb això es pretenia oferir una educació tècnica de qualitat als fills de treballadors sense recursos.
El 1902, va finançar la construcció del llac Carnegie (Nova Jersey) per a les necessitats de l'equip de rem de la Universitat de Princeton a instigació d’Howard Russell Butler.
El 1910, va fundar la Fundació Carnegie per a la Pau Internacional, que avui es defineix com un laboratori d'idees global.
El 1918 va establir The Carnegie Foundation for the Advancement of Teaching, un fons de pensions per a acadèmics i professors, ara TIAA-CREF, una organització benèfica reconeguda als Estats Units.
A França, la donació de Carnegie va permetre la construcció de la biblioteca de Reims, inaugurada el 1928, en estil art déco. També va proporcionar 150 000 la reconstrucció d'edificis públics a Fargniers a l'Aisne (avui ciutat associada a Tergnier), catalogats com a monuments històrics el 1998.

## Ideologia

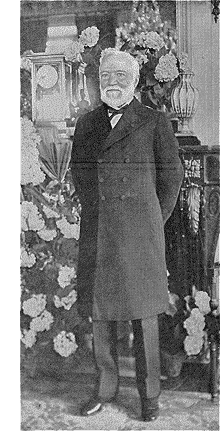
Andrew Carnegie vers 1913.

Andrew Carnegie és famós per fundar una filosofia de la filantropia, més coneguda com a "Evangeli de la riquesa". El seu pensament es va popularitzar als Estats Units amb la publicació d'una sèrie d'assajos autobiogràfics titulats Wealth, que va aparèixer per primera vegada a The North American Review el juny de 1889. La filosofia de l'"Evangeli de la riquesa" d'Andrew Carnegie es caracteritza per una barreja d'idees puritanes i darwinisme social en què pren forma una societat organitzada segons l'esquema de les classes socials. En efecte, la recerca de l'acumulació de beneficis ha de ser el que animi els pobres mentre que al capdamunt de la jerarquia, els homes de riquesa han d'acumular diners per redistribuir l'excedent durant la seva vida als qui s'ajuden a si mateixos.

## Polèmiques

### 1889: Inundació de Johnstown

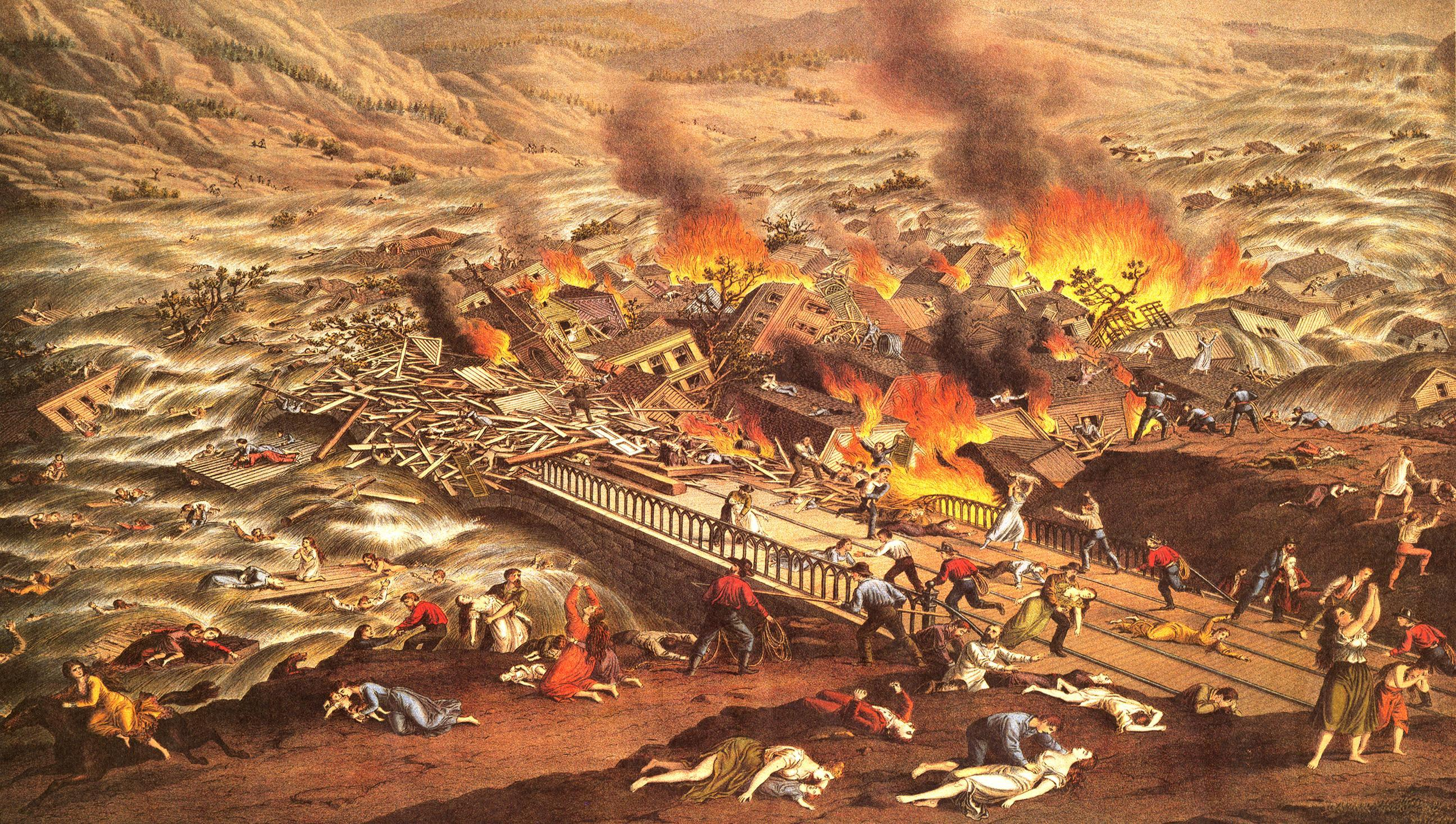
Una interpretació contemporània de l'escena de la inundació de Johnstown al pont de pedra de Kurz i Allison (1890)

Carnegie va ser un dels més de 50 membres del South Fork Fishing and Hunting Club, al qual s'ha culpat de la inundació de Johnstown que va matar 2.209 persones el 1889.
A proposta del seu amic Benjamin Ruff, el soci de Carnegie, Henry Clay Frick, havia format l'exclusiu South Fork Fishing and Hunting Club molt per sobre de Johnstown, Pennsylvania. La seixantena de membres del club eren els principals magnats empresarials de l'oest de Pennsilvània i hi incloïen el millor amic de Frick, Andrew Mellon, els seus advocats Philander Knox i James Hay Reed, així com el soci comercial de Frick, Carnegie. Molt per sobre de la ciutat, prop de la petita ciutat de South Fork, la presa de South Fork va ser construïda originalment entre 1838 i 1853 per la Commonwealth de Pennsilvània com a part d'un sistema de canals que s'utilitzaria com a dipòsit d'una conca de canal a Johnstown. Amb la majoria d'edat dels ferrocarrils que van substituir el transport amb barcasses del canal, el llac va ser abandonat per la Commonwealth, venut al ferrocarril de Pennsylvania i tornat a vendre's a interessos privats, i finalment va passar a ser propietat del South Fork Fishing and Hunting Club l'any 1881. Abans de l'inundació, els especuladors havien comprat l'embassament abandonat, havien fet reparacions poc ben dissenyades a l'antiga presa, van elevar el nivell del llac, van construir cases de camp i una casa club i van crear el South Fork Fishing and Hunting Club. Menys de 20 milles aigües avall de la presa es trobava la ciutat de Johnstown.
La presa era de 22 m d'alt i 284 m de llarg. Entre l'any 1881, quan es va obrir el club, i el 1889, van sorgir goteres i es van arreglar, principalment amb fang i palla. A més, un propietari anterior va retirar i vendre per a la ferralla les tres canonades de descàrrega de ferro colat que anteriorment permetien l'alliberament controlat d'aigua. Hi havia hagut algunes especulacions sobre la integritat de la presa, i el cap de Cambria Iron Works aigües avall de Johnstown havia plantejat aquestes preocupacions. Els treballs de reparació, una reducció de l'alçada i la fusió de neu inusualment alta i les fortes pluges de primavera es van combinar per fer que la presa cedís el 31 de maig de 1889, donant lloc a vint milions de tones d'aigua escombrant la vall de Johnstown. Quan la notícia de l'enfonsament de la presa va ser telegrafiada a Pittsburgh, Frick i altres membres del South Fork Fishing and Hunting Club es van reunir per formar el Pittsburgh Relief Committee per a l'assistència a les víctimes de les inundacions, així com per decidir no parlar mai públicament sobre el club o la inundació. Aquesta estratègia va ser un èxit, i Knox i Reed van poder defensar totes les demandes que haurien culpat als membres del club.
Tot i que les instal·lacions de Cambria Iron and Steel van quedar molt danyades per la inundació, van tornar a la plena producció en un any. Després de la inundació, Carnegie va construir a Johnstown una nova biblioteca per substituir la construïda pel conseller legal en cap de Cambria, Cyrus Elder, que va ser destruïda per la inundació. La biblioteca donada per Carnegie és ara propietat de la Johnstown Area Heritage Association i acull el Museu d'Inundacions.

### 1892: Vaga de Homestead
La vaga de Homestead va ser un sagnant enfrontament laboral que va durar 143 dies el 1892, un dels més greus de la història dels Estats Units. El conflicte es va centrar a la planta principal de Carnegie Steel a Homestead, Pennsilvània, i va sorgir d'un conflicte laboral entre l’Associació Amalgamada de Treballadors del Ferro i l'Acer (AA) i la Carnegie Steel Company.
Carnegie va marxar a un viatge a Escòcia abans que els disturbis arribessin al màxim. En fer-ho, Carnegie va deixar la mediació de la disputa en mans del seu soci Henry Clay Frick. Frick era conegut en els cercles industrials per mantenir un ferm sentiment antisindical. Caducat el conveni col·lectiu entre el sindicat i l'empresa a finals de juny, Frick i els líders del sindicat local AA van iniciar negociacions al febrer. Amb la indústria siderúrgica anant bé i els preus més alts, l'AA va demanar un augment salarial; l'AA representava uns 800 dels 3.800 treballadors de la planta. Frick va contrarestar immediatament amb una disminució salarial mitjana del 22% que afectaria gairebé la meitat dels membres del sindicat i eliminaria una sèrie de llocs de la unitat de negociació.

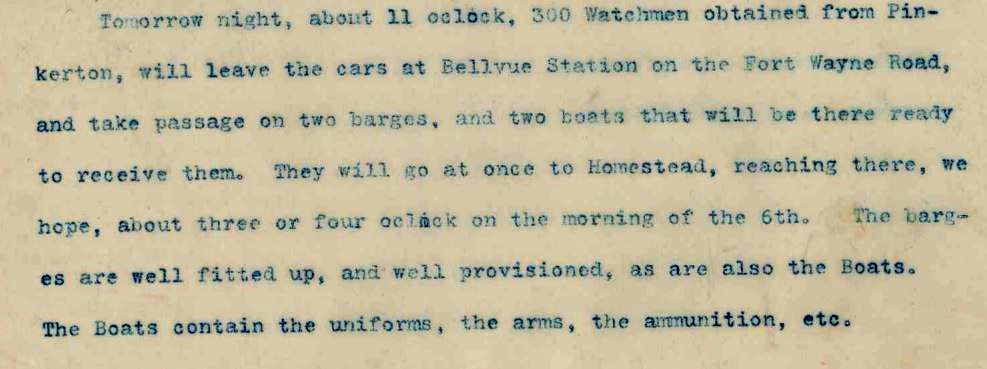
Carta de Frick a Carnegie que descriu els plans i les municions que hi haurà a les barcasses quan arribin els Pinkerton per enfrontar-se als vaguistes a Homestead.

El sindicat i l'empresa no van arribar a un acord i la direcció va bloquejar el sindicat. Els treballadors van considerar l'aturada un " tancament patronal " de la direcció i no una "vaga" dels treballadors. Com a tal, els treballadors haurien estat dins dels seus drets de protesta, i l'acció posterior del govern hauria estat un conjunt de procediments penals dissenyats per aixafar el que es veia com una demostració fonamental del creixent moviment dels drets laborals, que tenia una forta oposició de la direcció. Frick va portar milers de trencavagues per treballar les fàbriques d'acer i agents de Pinkerton per donar-los suport.
El 6 de juliol, l'arribada d'una força de 300 agents Pinkerton de la ciutat de Nova York i Chicago va provocar una baralla en la qual van morir 10 homes -set vaguistes i tres Pinkerton- i centenars van resultar ferits. El governador de Pennsilvània, Robert Pattison, va ordenar que dues brigades de la milícia estatal anessin al lloc de la vaga. Aleshores, suposadament com a resposta a la lluita entre els treballadors en vaga i els Pinkerton, l'anarquista Alexander Berkman va disparar a Frick en un intent d'assassinat i el va ferir. Tot i que no estava directament relacionat amb la vaga, Berkman estava vinculat a l'intent d'assassinat. Segons Berkman, "...amb l'eliminació de Frick, la responsabilitat de les condicions de Homestead recau en Carnegie." Després, la companyia va reprendre amb èxit les operacions amb empleats immigrants no sindicalitzats en lloc dels treballadors de la planta de Homestead, i Carnegie va tornar als Estats Units. Tanmateix, la reputació de Carnegie es va veure danyada permanentment pels esdeveniments de Homestead.

### Theodore Roosevelt
Segons David Nasaw, després de 1898, quan els Estats Units van entrar en guerra amb Espanya, Carnegie va dedicar cada cop més la seva energia a donar suport al pacifisme. Es va oposar fermament a la guerra i a la posterior presa imperialista nord-americana de les Filipines. Quan Theodore Roosevelt es va convertir en president el 1901, Carnegie i Roosevelt estaven en contacte freqüent. Van intercanviar cartes, es van comunicar a través d'amics comuns com el secretari d'estat John Hay, i es van conèixer en persona. Carnegie esperava que Roosevelt alliberés les Filipines, sense adonar-se que era més imperialista i creient en les virtuts guerreres que no pas el president McKinley. Va felicitar Roosevelt per haver forçat Alemanya i la Gran Bretanya a arbitrar el seu conflicte amb Veneçuela el 1903, i especialment per convertir-se en el mediador que va negociar la fi de la guerra entre Rússia i el Japó el 1907-1908. Roosevelt va confiar en Carnegie per finançar la seva expedició a Àfrica el 1909. A canvi li va demanar a l'expresident que mediés en el conflicte creixent entre els cosins que governaven Gran Bretanya i Alemanya. Roosevelt va començar a fer-ho, però el pla es va enfonsar quan el rei Eduard VII va morir sobtadament. Nasaw argumenta que Roosevelt va enganyar i manipular sistemàticament Carnegie i menyspreava l'ancià. Nasaw cita una carta privada que Roosevelt va escriure a Whitelaw Reid el 1905:
| « | [He intentat] agradar Carnegie, però és bastant difícil. No hi ha cap tipus d'home pel qual sento un avorriment més menyspreuós que aquell que fa un Déu dels diners i, al mateix temps, sempre està cridant aquesta mena de condemna totalment estúpida de la guerra que en gairebé tots els casos brolla. d'una combinació de coratge físic defectuós, d'encongiment poc viril davant del dolor i l'esforç, i d'ideals desesperadament retorçats. Tot el patiment de la guerra espanyola està molt lluny del patiment, evitable i no evitable, entre els operadors de l'acer de Carnegie, i entre els petits inversors, durant el temps que Carnegie feia fortuna... És una bogeria tan nociva denunciar la guerra per se com denunciar els negocis per se. La guerra injusta és un mal horrible; però no estic gens segur que sigui pitjor mal que la injustícia empresarial. | » |

## Vida personal

### Família

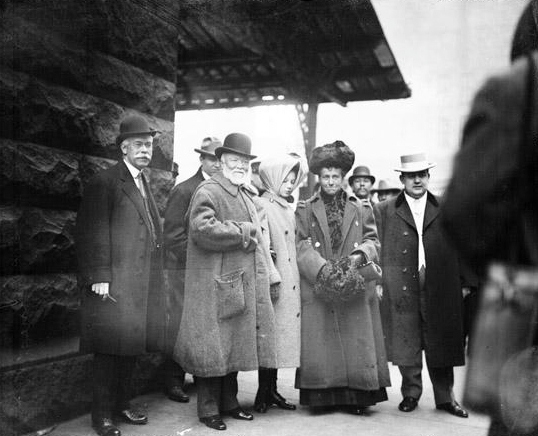
Andrew Carnegie amb la seva dona Louise Whitfield Carnegie i la seva filla Margaret Carnegie Miller el 1910

Carnegie no es va voler casar durant la vida de la seva mare, sinó que va optar per cuidar-la en la seva malaltia cap al final de la seva vida. Després de morir el 1886, Carnegie, de 51 anys, es va casar amb Louise Whitfield, que era 21 anys més jove que ella. El 1897, la parella va tenir el seu únic fill, una filla, a qui van posar el nom de la mare de Carnegie, Margaret.

### Residència

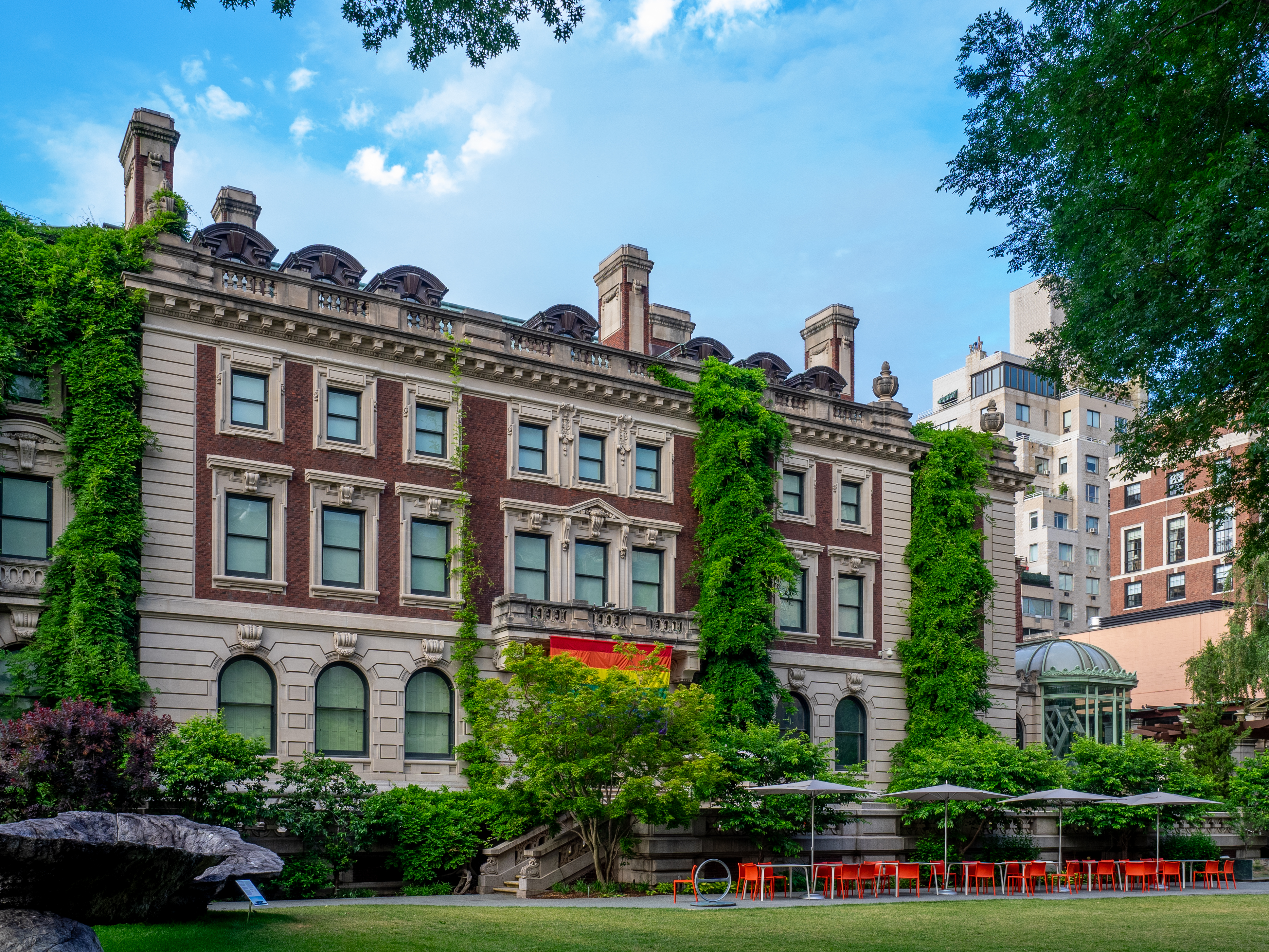
La mansió Andrew Carnegie, situada a la 5a Avinguda a l'Upper East Side, Manhattan, Nova York

Carnegie va comprar el castell de Skibo a Escòcia, i va fer la seva llar en part allà i en part a la seva mansió de Nova York situada al 2 East 91st Street a la Cinquena Avinguda. L'edifici es va acabar a finals de 1902 i hi va viure fins a la seva mort el 1919. La seva dona Louise va continuar vivint allà fins a la seva mort el 1946. L'edifici s'utilitza ara com a Cooper-Hewitt, Smithsonian Design Museum, part de la Smithsonian Institution. El barri dels voltants de l'Upper East Side de Manhattan s'ha anomenat Carnegie Hill. La mansió va ser designada com a Monument Històric Nacional el 1966.